# Jarząbkowice (Kostomłoty)

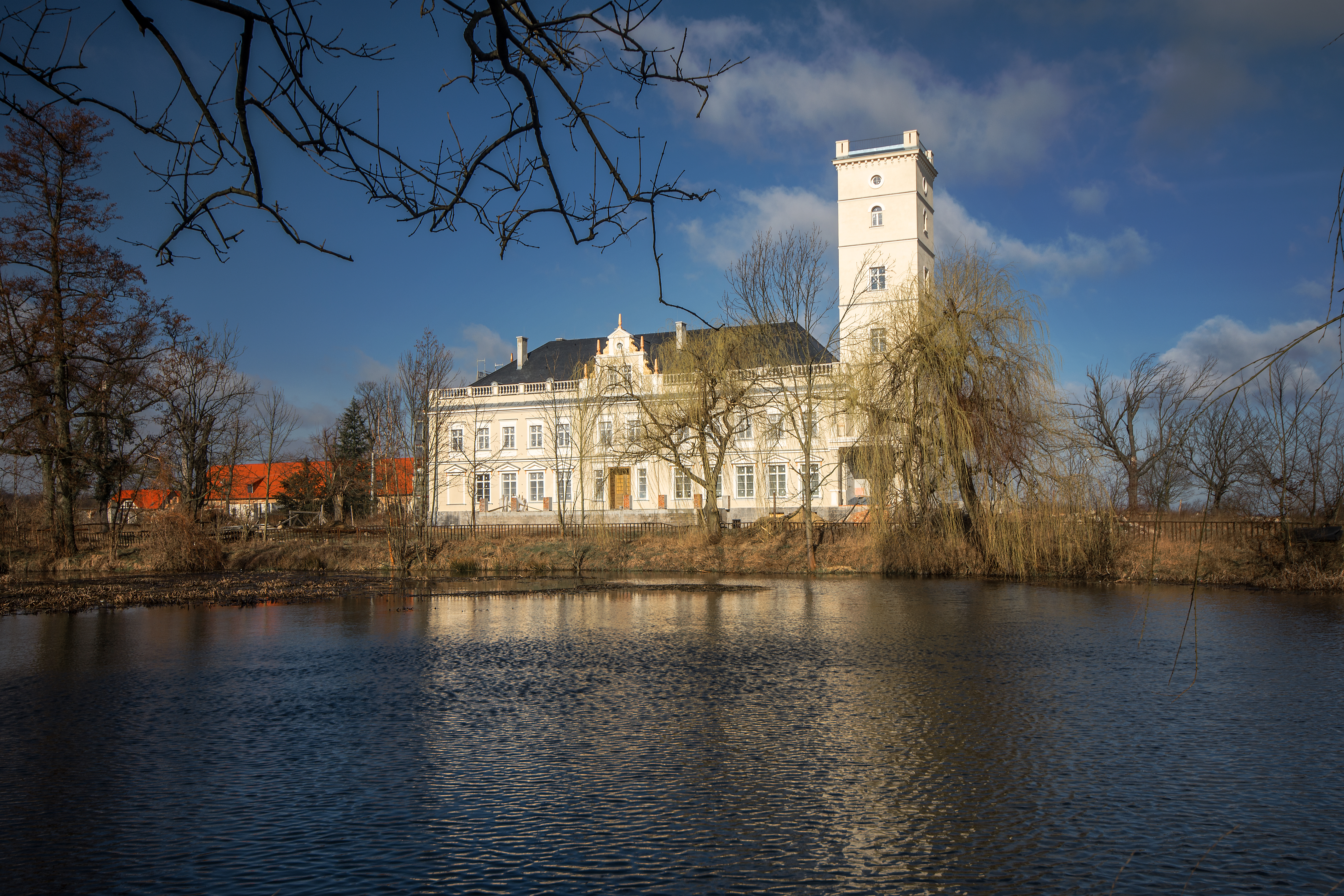
Schloss Schriegwitz

Jarząbkowice (deutsch Schriegwitz) ist ein Ort in der Landgemeinde Kostomłoty (Kostenblut) im Powiat Średzki der Woiwodschaft Niederschlesien in Polen. Es liegt etwa 14 Kilometer östlich von Środa Śląska (Neumarkt) und 20 Kilometer westlich von Breslau.

## Geschichte
Der Ortsname ist slawischen Ursprungs. Die Schreibweise variierte in den älteren Urkunden: 1317 Grzebcouicz, 1350 Gorsebcouitz, 1397 Schreckowicz.
Nach dem Ersten Schlesischen Krieg fiel Schriegwitz mit dem größten Teil Schlesiens 1742 an Preußen. Die alten Verwaltungsstrukturen wurden aufgelöst und Schriegwitz in den Kreis Neumarkt eingegliedert, mit dem es bis 1945 verbunden blieb. 1795 erwarb ein Rat von Erlach das Gut von der Familie von Taubadel. Der Kaufpreis des Gutes betrug 1832 65.000 Reichstaler. Das Dominium war dem Rentamt Neumarkt zinspflichtig. 1845 zählte das Dorf im Besitz eines Kaufmanns Köpke, 44 Häuser, ein herrschaftliches Vorwerk, 308 überwiegend evangelische Einwohner (48 katholisch), evangelische Kirche zu Leuthen, katholische Kirche zu Kertschütz, eine Windmühle, ein Wirtshaus, neun Handwerker und ein Händler. Zur Gemeinde gehörte noch die Kolonie Schreiberau. Schriegwitz gehörte zum Amtsbezirk Kertschütz.
Als Folge des Zweiten Weltkriegs fiel Schriegwitz mit dem größten Teil Schlesiens 1945 an Polen und wurde in Jarząbkowice umbenannt. Die einheimische deutsche Bevölkerung wurde, soweir sie nicht vorher geflohen war, weitgehend vertrieben. Die neu angesiedelten Bewohner waren teilweise Zwangsumgesiedelte aus Ostpolen, das an die Sowjetunion gefallen war.  Von 1975 bis 1998 gehörte Jarząbkowice zur Woiwodschaft Breslau.

## Sehenswürdigkeiten
- Schloss Schriegwitz
- Landschaftspark